# Kathedrale von Langres

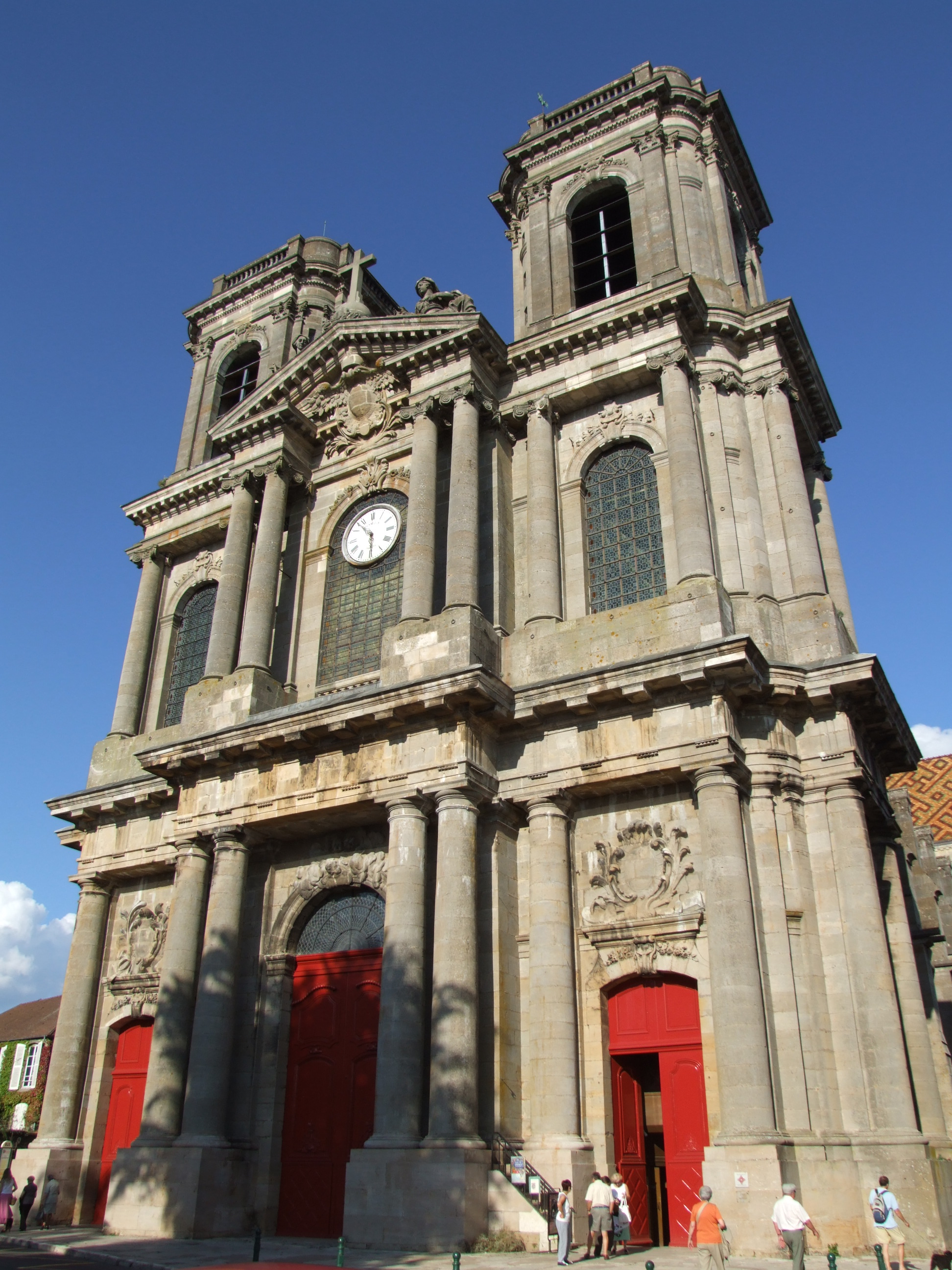
Kathedrale von Langres: klassizistische Fassade

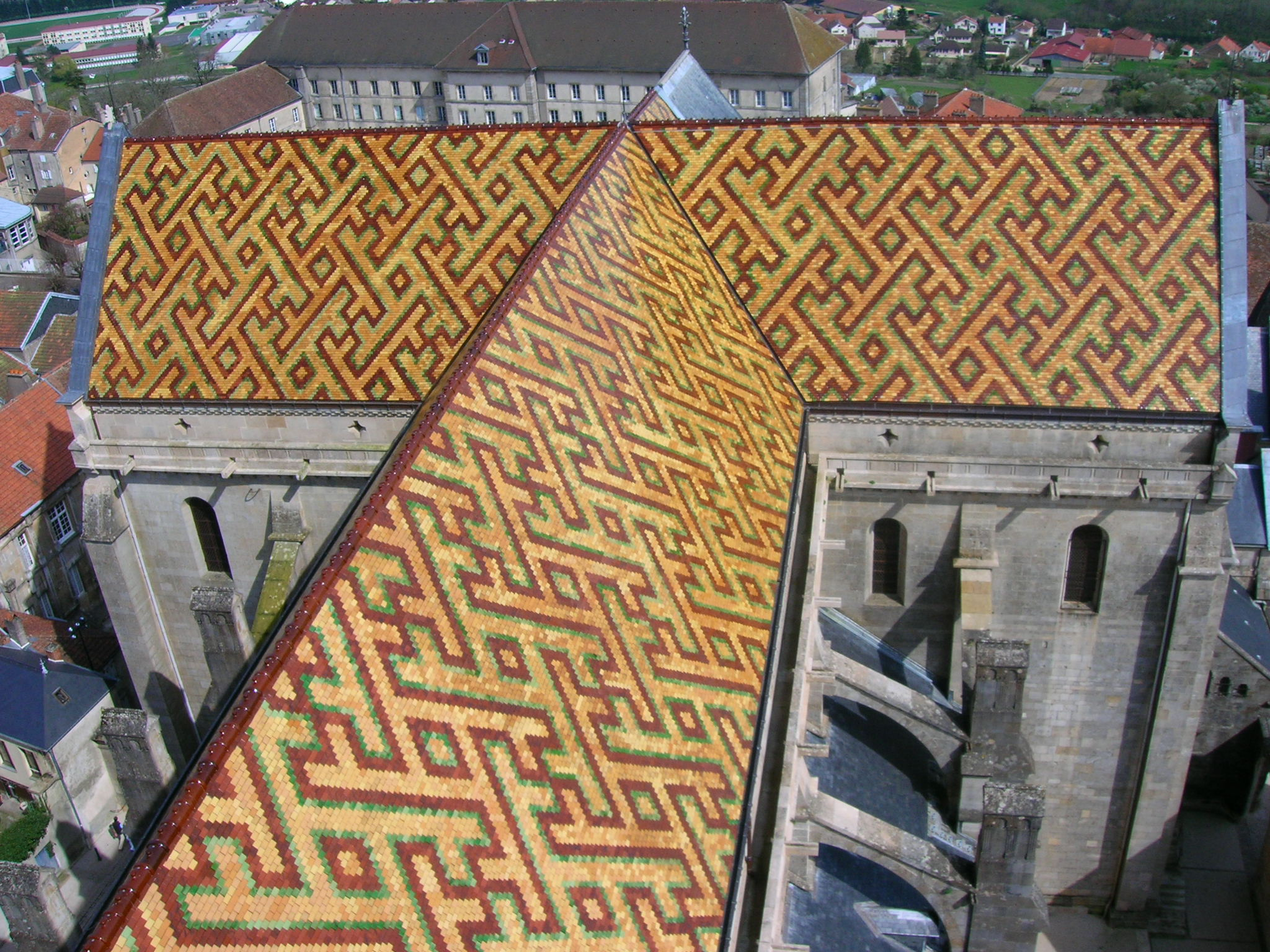
Langhausdach und Vierung

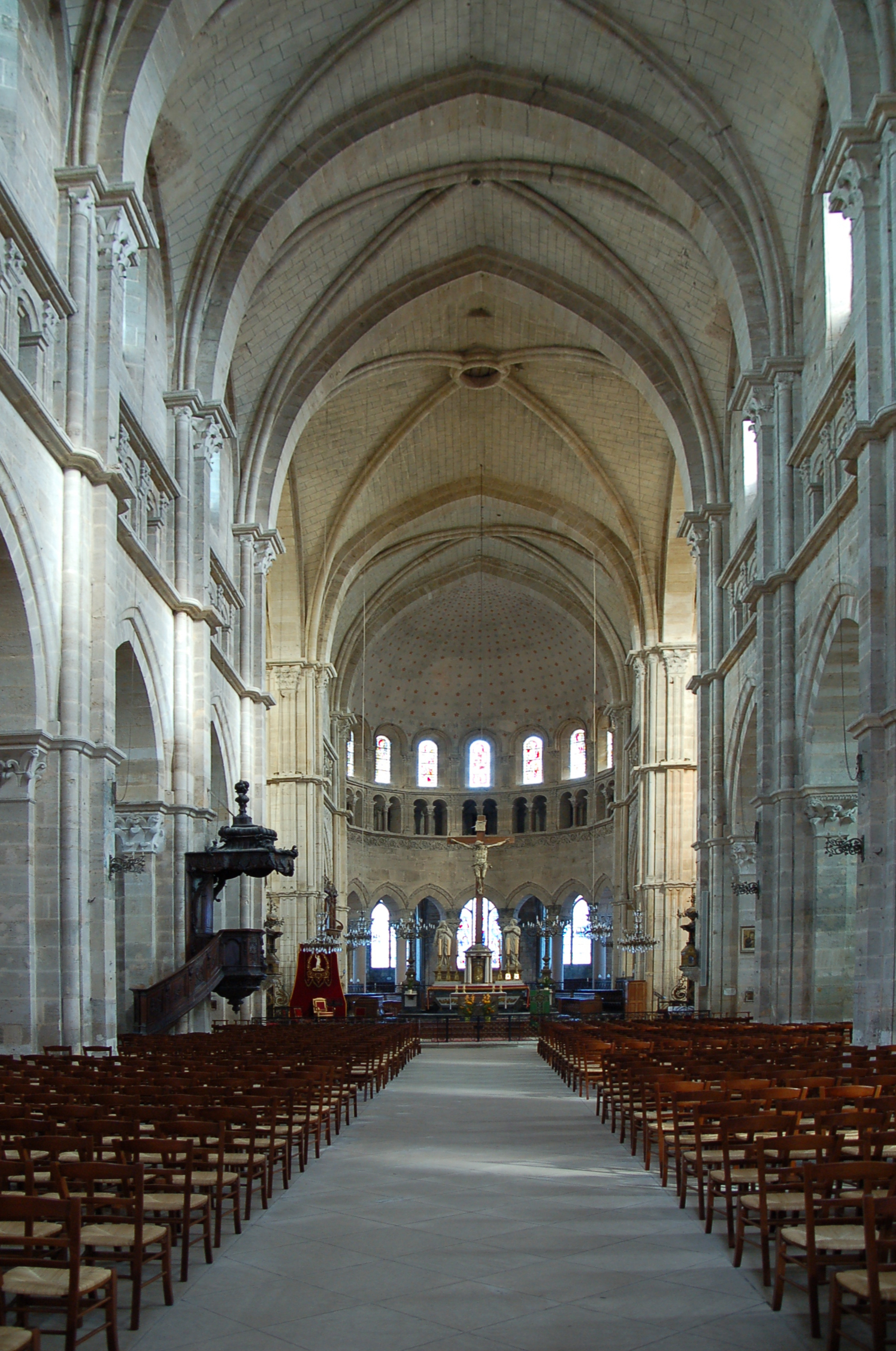
Inneres

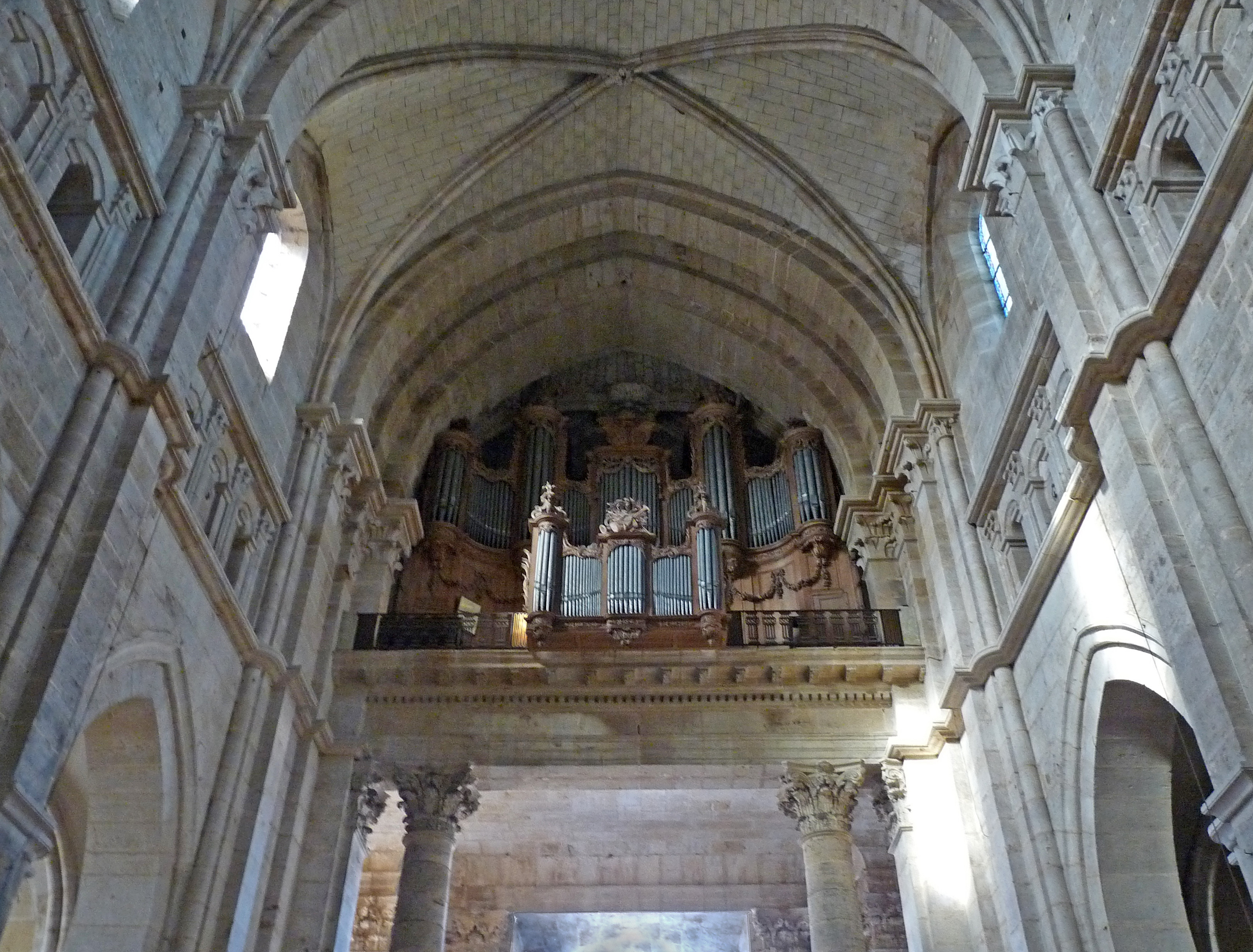
Orgelprospekt mit Rückpositiv

Die Kathedrale von Langres (Cathédrale Saint-Mammès de Langres) ist die Bischofskirche des Bistums Langres in der Stadt Langres im Département Haute-Marne (Frankreich). Die dreischiffige Basilika mit Querhaus wurde in den Jahren 1150 bis 1196 im Stil der burgundischen Romanik erbaut und in frühgotischen Formen vollendet. Die klassizistische Fassade stammt aus dem 18. Jahrhundert.

## Geschichte und Architektur
Um 1140 fassten Bischof und Domkapitel von Langres den Beschluss, die zu klein und baufällig gewordene alte Kathedrale durch einen repräsentativen Neubau zu ersetzen. Als architektonisches Vorbild diente – in den Ausmaßen reduziert – die Abteikirche von Cluny.
Der Bau begann um 1150 im Osten mit dem romanischen Chor. Durch eine Bulle Papst Alexanders III. ist dokumentiert, dass bereits zwanzig Jahre später auch ein Großteil des Langhauses errichtet war. Nach einer Unterbrechung der Arbeiten begann 1190 mit dem Erwerb des westlichen Baugeländes die Vollendung der Kathedrale. 1196 fand die Kirchweihe statt. Die gotischen Kreuzrippengewölbe wurden vermutlich erst danach fertiggestellt.
Einen großen Bedeutungszuwachs, der weitere Baumaßnahmen nach sich zog, erlangte die Kathedrale im Jahr 1209, zur Zeit des Lateinischen Kaiserreichs von Konstantinopel, durch den Erwerb der Schädelreliquie des heiligen Mamas (Saint Mammès), der nun auch Patron des Doms wurde.
In den folgenden Jahrzehnten entstand der Kreuzgang, von dem zwei Flügel erhalten sind, und die Marienkapelle im Apsisscheitel. Das 14. Jahrhundert fügte den Kapellenkranz am Chor hinzu. Um die Mitte des 16. Jahrhunderts wurde die Heilig-Kreuz-Kapelle am nördlichen Seitenschiff angefügt.
Nachdem 1746 der Südturm wegen Baufälligkeit hatte abgerissen werden müssen, begann 1761 der Bau der heutigen Westfassade im Louis-seize-Stil, die 1768 vollendet war.
Im Zuge der Französischen Revolution wurde die Kathedrale im Dezember 1790 geschlossen, im folgenden Jahr aber durch den Einsatz des konstitutionellen Bischofs Hubert-Antoine Wandelaincourt wieder eröffnet. 1792 wurde der Lettner entfernt.
Ab 1852 wurde eine durchgreifende Erneuerung vor allem der oberen Bauteile der Kathedrale durchgeführt.

## Ausstattung
Die Ausstattung der Kathedrale ist karg. Der Hochaltar aus den Jahren 1801 bis 1806 besteht aus einem Altartisch nach römischem Verbild und einem Tabernakel in Form eines Rundtempels. Bemerkenswert sind zwei Bildteppiche im nördlichen und südlichen Querschiff. Sie stammen aus einem im 16. Jahrhundert geschaffenen, ursprünglich achtteiligen Zyklus mit Szenen aus der Legende des heiligen Mamas. Ein weiterer Teppich der Serie befindet sich im Louvre, fünf Teile sind verschollen.
In einer Seitenkapelle des Nordschiffs steht ein Marmor-Bildwerk der Madonna mit dem Stifter Gay Baudet, von Evrard d’Orleans, um 1341. Ein Heiliggrabchristus aus Stein, vor 1420, wird Claus de Werve, einem Schüler von Claus Sluter zugeschrieben.
Kostbare Reliquiare und liturgische Gefäße befinden sich in der Domschatzkammer.

## Orgel
Die Orgel wurde 1972 von Haerpfer & Erman neu errichtet und hat 53 Register auf vier Manualen und Pedal. Das Instrument geht in Teilen zurück auf ein Instrument, das 1715 von dem Orgelbauer Jean Treuillot erbaut worden war, und im Laufe der Zeit erweitert worden ist. Seit 1970 ist die Orgel als monument historique klassifiziert.
| I Positif C–g3  |        |
| Montre          | 8′     |
| Bourdon         | 8′     |
| Prestant        | 4′     |
| Nazard          | 2 ⁄3′  |
| Doublette       | 2′     |
| Tierce          | 1 3⁄5′ |
| Fourniture IV 0 |        |
| Cornet V        | 8′     |
| Trompette       | 8′     |
| Cromorne        | 8′     |
| Clairon         | 4′     |
| Cymbale III     |        |

| II Grand Orgue C–g3 |         |
| Montre              | 16′     |
| Bourdon             | 16′     |
| Montre              | 08′     |
| Bourdon             | 08′     |
| Flûte               | 08′     |
| Prestant            | 04′     |
| Flûte               | 04′     |
| Grosse tierce       | 03 1⁄5′ |
| Nazard              | 02 ⁄3′  |
| Doublette           | 02′     |
| Tierce              | 01 3⁄5′ |
| Fourniture IV 0     |         |
| Cymbale IV          |         |
| Cornet V            |         |
| Bombarde            | 16′     |
| Trompette           | 08′     |
| Voix humaine        | 08′     |
| Clairon             | 04′     |

| III Recit expressif C–g3 |     |
| Quintaton                | 16′ |
| Principal                | 08′ |
| Bourdon                  | 08′ |
| Voix céleste             | 08′ |
| Principal                | 04′ |
| Flûte                    | 04′ |
| Flûte                    | 02′ |
| Fourniture V             |     |
| Cornet V                 |     |
| Bombarde                 | 16′ |
| Trompette                | 08′ |
| Basson-hautbois          | 08′ |
| Clairon                  | 04′ |

| IV Écho expressif c1–g3 |     |
| Cornet V                |     |
| Trompette 0             | 08′ |

| Pédale C–f1 |     |
| Bourdon     | 32′ |
| Flûte       | 16′ |
| Soubasse    | 16′ |
| Flûte       | 08′ |
| Flûte       | 04′ |
| Bombarde    | 16′ |
| Trompette 0 | 08′ |
| Clairon     | 04′ |